# Na południu bez zmian
Na południu bez zmian – drugi album studyjny polskiej piosenkarki Darii ze Śląska. Wydawnictwo ukazało się 24 maja 2024 nakładem wytwórni muzycznej Jazzboy Records w dystrybucji e-Muzyka.
Album jest utrzymany w stylu muzyki pop i pop-rock. Składa się z wersji standardowej (1 CD) i płyty analogowej (1 LP).
Płyta zadebiutowała na 6. miejscu polskiej listy sprzedaży – OLiS.
Nagrania były promowane singlami: „Duch”, „To nie zabawa”, „Pamięć do złych słów”, „Taras”, „Mainstream” i „Skacz ze mną na bombę”.

## Lista utworów
Opracowano na podstawie materiału źródłowego.
| Na południu bez zmian – Wersja standardowa | Na południu bez zmian – Wersja standardowa | Na południu bez zmian – Wersja standardowa | Na południu bez zmian – Wersja standardowa                | Na południu bez zmian – Wersja standardowa |
| Nr                                         | Tytuł utworu                               | Słowa                                      | Muzyka                                                    | Długość                                    |
| ------------------------------------------ | ------------------------------------------ | ------------------------------------------ | --------------------------------------------------------- | ------------------------------------------ |
| 1.                                         | „Patrz patrz”                              | Daria Ryczek-Zając                         | Daria Ryczek-Zając, Yauheni Shadziul, Aleksander Kowalski | 3:06                                       |
| 2.                                         | „Co tam jak się masz”                      | Daria Ryczek-Zając                         | Daria Ryczek-Zając, Jakub Galiński                        | 3:11                                       |
| 3.                                         | „Taras”                                    | Daria Ryczek-Zając, Agata Trafalska        | Daria Ryczek-Zając                                        | 3:06                                       |
| 4.                                         | „Skacz ze mną na bombę” (gościnnie: Małpa) | Daria Ryczek-Zając, Łukasz Małkiewicz      | Daria Ryczek-Zając, Yauheni Shadziul, Aleksander Kowalski | 3:38                                       |
| 5.                                         | „Unisono” (gościnnie: Młody, Moo Latte)    | Daria Ryczek-Zając, Łukasz Grabowski       | Brian Massaka                                             | 3:00                                       |
| 6.                                         | „Duch”                                     | Daria Ryczek-Zając, Agata Trafalska        | Daria Ryczek-Zając, Yauheni Shadziul, Aleksander Kowalski | 4:25                                       |
| 7.                                         | „To nie zabawa”                            | Daria Ryczek-Zając                         | Daria Ryczek-Zając, Yauheni Shadziul                      | 3:35                                       |
| 8.                                         | „Mainstream”                               | Daria Ryczek-Zając, Agata Trafalska        | Daria Ryczek-Zając, Yauheni Shadziul                      | 3:07                                       |
| 9.                                         | „Szukaj mnie” (cover)                      | Marek Dagnan                               | Seweryn Krajewski                                         | 3:21                                       |
| 10.                                        | „Pamięć do złych słów” (gościnnie: Kortez) | Daria Ryczek-Zając, Agata Trafalska        | Daria Ryczek-Zając                                        | 3:58                                       |
|                                            |                                            |                                            |                                                           | 34:27                                      |

Uwagi:
- Utwór „Szukaj mnie” jest coverem piosenki o tym samym tytule autorstwa Edyty Geppert.

## Pozycje na listach sprzedaży

### Pozycje na listach tygodniowych
| Kraj   | Lista (2024)             | Najwyższa pozycja |
| ------ | ------------------------ | ----------------- |
| Polska | OLiS – albumy            | 6                 |
| Polska | OLiS – albumy fizycznie  | 4                 |
| Polska | OLiS – albumy w streamie | 83                |